# Лихтенау (Вестфален)
Лихтенау (њем. Lichtenau) град је у њемачкој савезној држави Северна Рајна-Вестфалија. Једно је од 10 општинских средишта округа Падерборн. Према процјени из 2010. у граду је живјело 11.058 становника. Посједује регионалну шифру (AGS) 5774028, NUTS (DEA47) и LOCODE (DE LIT) код.

## Географски и демографски подаци
Лихтенау се налази у савезној држави Северна Рајна-Вестфалија у округу Падерборн. Град се налази на надморској висини од 300 метара. Површина општине износи 192,3 km². У самом граду је, према процјени из 2010. године, живјело 11.058 становника. Просјечна густина становништва износи 57 становника/km².

## Међународна сарадња
| Мјесто | Држава    | Врста сарадње | Од    |
| ------ | --------- | ------------- | ----- |
|        | Пољска    | партнерство   | 1996. |
|        | Француска | партнерство   | 1985. |
| Извор  |           |               |       |